# Joseph Gallieni
Joseph Simon Gallieni, francoski general, guverner, vojni minister, maršal, * 24. april 1849, Saint-Béat (Haute-Garonne), † 27. maj 1916, Versailles.
Joseph Simon Gallieni je bil rojen kot sin italijanskih priseljencev v francoskih Pirenejih. Po študiju na Prytanée militaire in Saint-Cyru je 15. julija 1870 zasedel položaj aktivnega častnika francoske mornarice. Ob izbruhu francosko-pruske vojne je mladi podporočnik deloval v 3. mornariškem pehotnem polku. V bitki za Sedan je bil ranjen in ujet, ob koncu vojne izpuščen. Leta 1873 je napredoval v poročnika, leta 1878 v stotnika. Sredi 70-ih je bil poslan v Afriko, kjer je sodeloval pri odkrivanju celine kot tudi v raznih vojaških odpravah.
Po službi na Martiniqueu je bil Gallieni postavljen za guvernerja Francoskega Sudana; v tem času se je uspešno zoperstavil sudanskim upornikom. Od 1892 do 1896 je deloval v Francoski Indokini kot poveljnik druge divizije, zatem odposlan na Madagaskar, kjer je služil kot guverner do leta 1905. Na otoku je s protigverilskim bojevanjem zadušil upor, ki so ga vodile monarhistične sile. 
Leta 1911 je zaradi bolehnosti zavrnil položaj glavnega poveljnika francoske armade v korist generala Joffreja.
Iz vojske se je umaknil aprila 1914, vendar je bil ponovno vpoklican vanjo avgusta istega leta kot vojaški poveljnik pri obrambi Pariza pred prvo bitko na Marni. Priložnost za napad je videl ob obračanju nemške Prve armade proti vzhodu, ko je poslal Šesto armado napast bočne položaje. Kot odgovor na nemški protinapad je na fronto poslal s taksiji še rezervo. Ob ogledu te taksi vojske je Gallieni izjavil eno najbolj pogosto citiranih pripomb med prvo svetovno vojno: "Eh bien, voilà au moins qui n'est pas banal!" (No ja, vsaj tu je nekaj nenavadnega).
Oktobra 1915 je prevzel funkcijo vojnega ministra, ki jo je zapustil že marca naslednje leto. Napetosti med samim uradovanjem so mu zlomile že tako krhko zdravje, umrl je za posledicami operacije maja 1916. Leta 1921 mu je bil posmrtno podeljen častni naslov maršala Francije.